# Національне шосе 1 (Індія)
Національне шосе 1 (англ. National Highway, NH 1) в Індії проходить між союзними територіями Джамму і Кашмір і Ладакхом. Складається з частин старих NH1A та NH1D. За новою системою нумерації цифра 1 вказує на те, що це найпівнічніша автомагістраль Схід-Захід в Індії.

## Історія

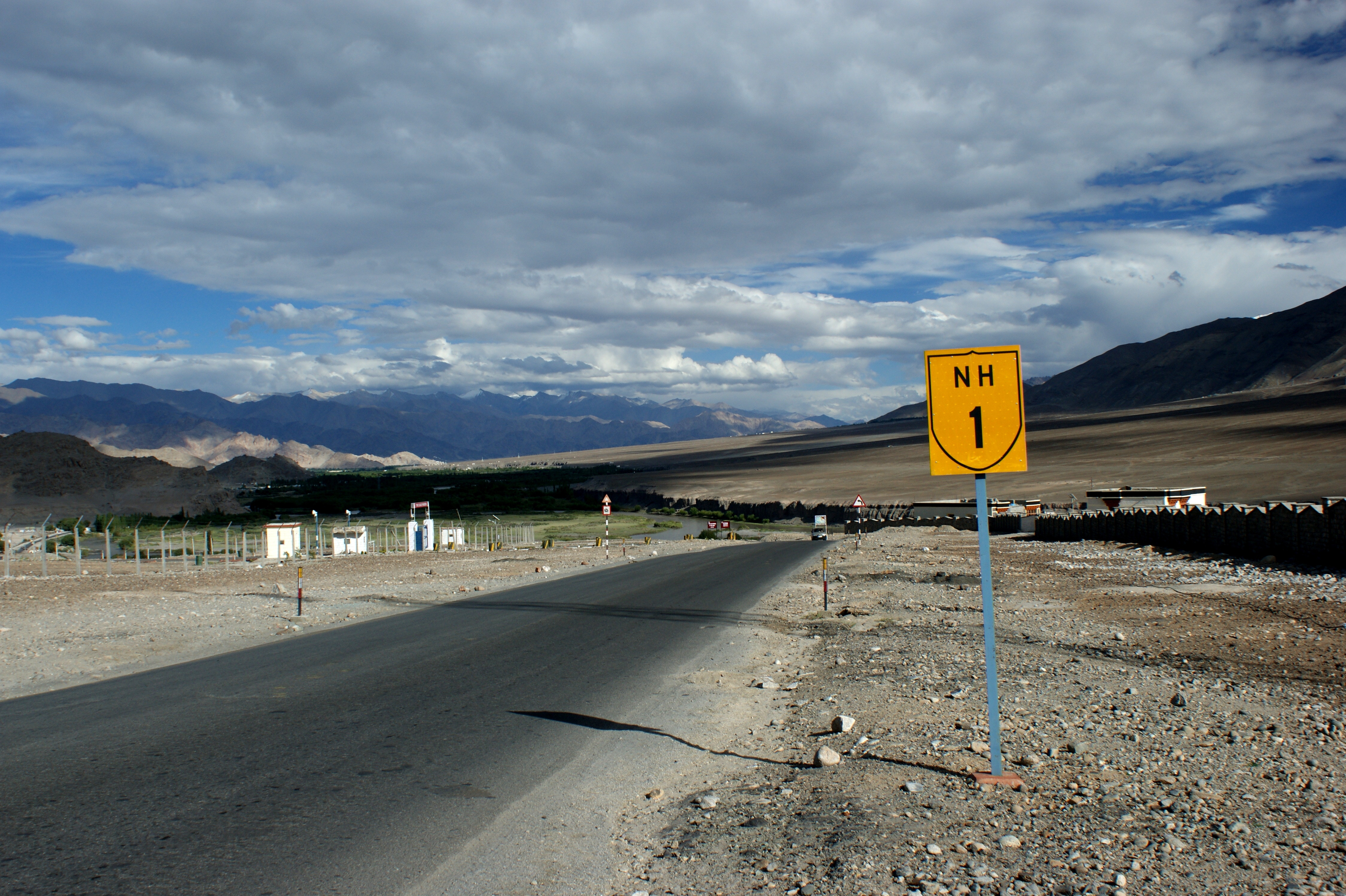
Національне шосе 1 біля Леха, Ладакх

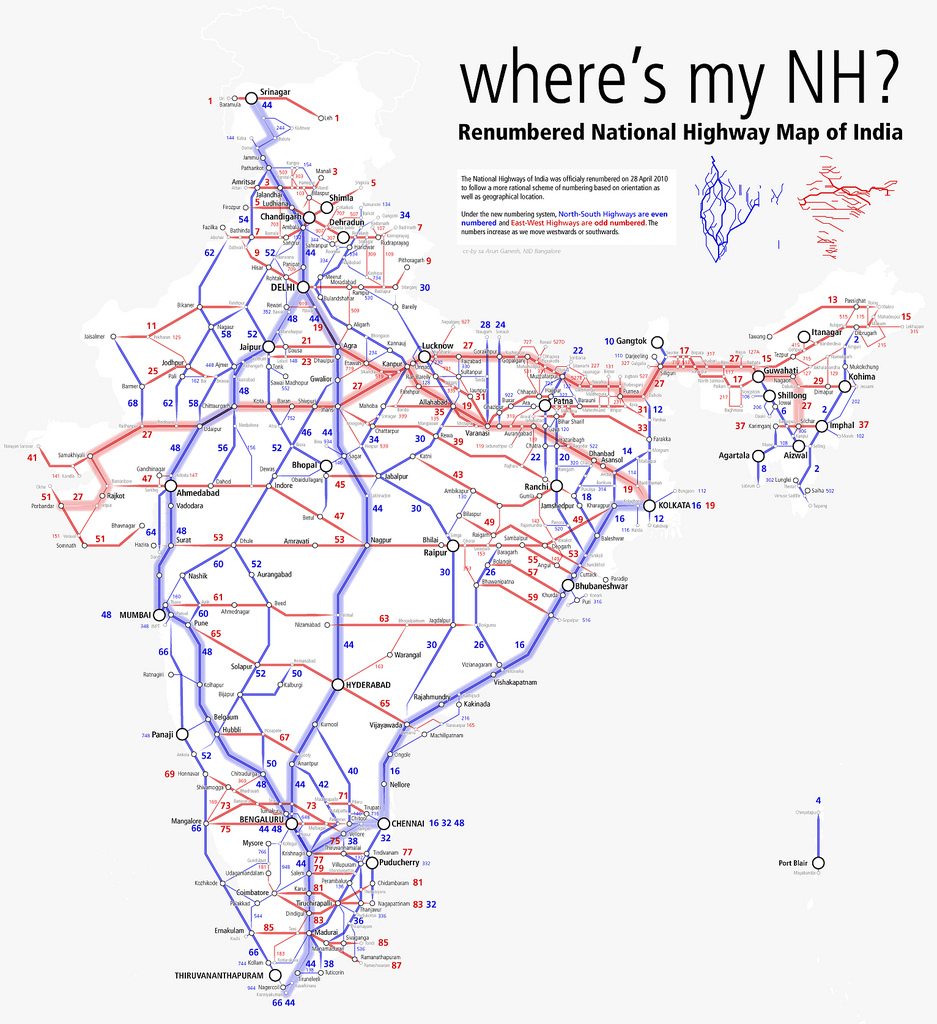
Схематична карта національних автомагістралей Індії

Колія між Срінагаром у Кашмірській долині та Лехом у Ладакху існувала з часів середньовіччя, і це був головний торговий шлях протягом багатьох століть. Він проходив через перевал Зоджі-Ла — 3 528 метрів — над Великим Гімалайським хребтом, який половину року покритий снігом.
Після здобуття Індією незалежності уряд Джамму і Кашміру почав будівництво автомобільної дороги вздовж маршруту в 1954 році. Будівництво було призупинено в 1958 році після виявлення корупції серед підрядників та інженерів, і було розпочато розслідування. У 1960 році уряд Індії створив Організацію прикордонних доріг (BRO), щоб взяти на себе відповідальність за стратегічні прикордонні дороги, і їй було доручено завершити будівництво дороги. Встановивши «Проєктний маяк» у Леху, BRO завершив будівництво дороги до серпня 1962 року, а також продовжив її до Чушула до вересня 1962 року, лише за кілька тижнів до того, як Китай розпочав бойові дії.
На додаток до перевалу Зоджі-Ла, шосе також мало перетинати хребет Ладакх між Каргілом і Лехом через перевал Фоту Ла — 4 108 метрів — який, однак, менш засніжений, ніж Зоджі-Ла.
У 1999 році частина шосе зазнала атаки пакистанських нападників між Драссом і Каргілом, які зайняли гірські вершини на індійській стороні лінії контролю та обстрілювали шосе. Це призвело до Каргільської війни, яка закінчилася тим, що індійська армія зрештою виселила зловмисників.

## Опис маршруту
NH 1 проходить від Урі до Барамулли, Срінагара, Сонамарга, Зоджі-Ла, Драса, Каргіла та Леха. Маршрут пролягає через високогірні перевали, і більша частина дороги проходить по схилах гір. NH 1 є рятувальним кругом регіону Ладакх. Альтернативний маршрут, шосе Лех-Маналі, існує, але він підіймається через ще вищі гірські перевали. NH 1 проходить поблизу індійсько-пакистанського кордону.

## Трафік
Державна дорожньо-транспортна корпорація Джамму і Кашміру (JKSRTC) здійснює регулярні рейси класу люкс і звичайних автобусів між Срінагаром і Лехом за цим маршрутом із зупинкою на ніч у Каргілі. Таксі (автомобілі та джипи) також доступні в Срінагарі для подорожі.